# Tuguegarao

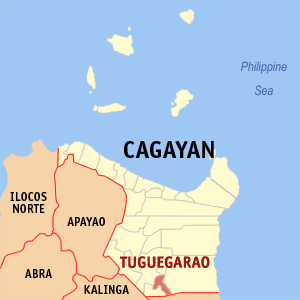
Tuguegarao Citys läge i Cagayan

Tuguegarao City är en stad i Filippinerna och är administrativ huvudort för provinsen Cagayan samt regionen Cagayandalen. 120 645 invånare (folkräkning 1 maj 2000).
Staden är indelad i 49 smådistrikt, barangayer, varav 35 är klassificerade som landsbygdsdistrikt och 14 som tätortsdistrikt.